# Roberto Aballay
Roberto Aballay (ur. 22 listopada 1922 w Buenos Aires, zm. 1982 w Kolumbii) – argentyński piłkarz występujący na pozycji napastnika.

## Życiorys
Aballay – opisywany jako zaawansowany technicznie napastnik – pochodzi ze stołecznego miasta Buenos Aires i jest wychowankiem tamtejszego zespołu CA River Plate. W seniorskiej drużynie River spędził dwa sezony, wystąpił w dwóch spotkaniach i wywalczył mistrzostwo Argentyny w rozgrywkach 1941. Zaraz po tym sukcesie przeszedł do drugoligowego Argentinos Juniors, gdzie zdobył jedną bramkę w jednym meczu i po roku powrócił do najwyższej klasy rozgrywkowej, zostając zawodnikiem CA Banfield. Barwy Banfieldu także reprezentował przez dwanaście miesięcy, ośmiokrotnie wpisując się na listę strzelców w trzynastu ligowych pojedynkach.
Wiosną 1944 Aballay zasilił meksykańską ekipę Asturias FC. W swoim debiutanckim sezonie w nowym kraju – 1943/1944 – zdobył z Asturias tytuł mistrza kraju, pierwszy w dziejach profesjonalnej ligi meksykańskiej. Zajął także drugie miejsce w krajowym superpucharze – Campeón de Campeones. W kolejnym sezonie – 1944/1945 – z 40 golami w 24 ligowych spotkaniach na koncie wywalczył tytuł króla strzelców ligi meksykańskiej. Został także wówczas najlepszym strzelcem ligowym na świecie. Jest rekordzistą pod względem liczby zdobytych bramek w jednym sezonie ligi meksykańskiej – jego osiągnięcie powtórzył tylko rok później Isidro Lángara.
W 1946 Aballay powrócił do ojczyzny, zostając graczem stołecznego San Lorenzo de Almagro. W tym samym sezonie wywalczył z tą ekipą drugie już w swojej karierze mistrzostwo Argentyny, zdobywając dwa gole w jednym meczu. W latach 1946–1947 wraz z resztą zespołu wziął udział w tournée po Hiszpanii i Portugalii, podczas którego zdobył gola w wygranym 9:4 sparingu z FC Porto. W sumie w San Lorenzo spędził trzy lata, strzelając siedem bramek w dziewięciu meczach ligi argentyńskiej. W 1949 Aballay wyemigrował do Europy, podpisując kontrakt z włoskim klubem Genoa CFC. Premierowego gola w Serie A strzelił 20 października 1949 w zremisowanym 2:2 meczu z Lucchese; później wpisywał się także na listę strzelców 12 marca 1950 w konfrontacji z Bologną (2:2) i siedem dni później z Atalantą (1:0), kończąc sezon z bilansem trzech trafień w 29 meczach i zajmując z Genoą jedenaste miejsce w tabeli.
Latem 1950 Aballay odszedł do francuskiego FC Nancy, którego barwy reprezentował przez dwa lata. Zdobył tam 16 bramek w 53 konfrontacjach, jednak nie odniósł z Nancy żadnych sukcesów. Kolejnym klubem w jego karierze był FC Metz, gdzie grał przez trzy sezony, strzelając trzy gole w 22 meczach ligi francuskiej. Ostatnim klubem Argentyńczyka był algierski Mouloudia Club d’Alger, w którym występował jedynie półzawodowo. W wieku 34 lat zdecydował się zakończyć piłkarską karierę, później trenował argentyńską Gimnasię La Plata, kolumbijski Deportes Tolima i ekwadorski LDU Quito.